# Блогерман Ірина Абрамівна
Ірина Абрамівна Блогерман (нар. 26 липня 1947) — радянський і український режисер монтажу.

## Життєпис
Ірина Абрамівна народилася 26 липня 1947 року в Одесі, у родині звукорежисера Абрама Блогермана.
Закінчила курси підвищення кваліфікації при Всесоюзному державному інституті кінематографії у 1985 році. 
Працює на Одеській кіностудії художніх фільмів.

## Фільмографія
- 1979 — «У нас новенька» (к/м, у співавт.)
- 1978 — «Загін особливого призначення»
- 1979 — «Іподром»
- 1980 — «Зигзаг» (к/м, реж. В. Федосов)
- 1980 — «Очікування» (у співавт.)
- 1982 — «4:0 на користь Тетянки» (у співавт.)
- 1983 — «Військово-польовий роман»
- 1984 — «Казки старого чарівника»
- 1986 — «Мільйон у шлюбному кошику»
- 1988 — «В'язень замку Іф»
- 1989 — «Мистецтво жити в Одесі»
- 1989 — «Спадкоємиця Ніки»
- 1992 — «Мушкетери двадцять років потому»
- 1993 — «Таємниця королеви Анни, або Мушкетери тридцять років потому»
- 1994 — «Я люблю»
- 1999 — «Як коваль щастя шукав»
- 2002 — «Вишивальниця в сутінках»
- 2006 — «Біля річки»
- 2008 — «Маленьке життя» (монтаж позитива)
- 2010 — «Стомлені сонцем 2»
- 2013 — «Чарівні історії: Еліксир доброти»
- 2017 — «Урок магії» та ін.